# Dolok Tolong
Dolok Tolong is een bestuurslaag in het regentschap Dairi van de provincie Noord-Sumatra, Indonesië. Dolok Tolong telt 1653 inwoners (volkstelling 2010).